# یواس‌اس اهلمان (دی‌دی-۶۸۷)
یواس‌اس اهلمان (دی‌دی-۶۸۷) (به انگلیسی: USS Uhlmann (DD-687)) یک کشتی بود که طول آن ۱۱۴ متر (۳۷۴ فوت) بود. این کشتی در سال ۱۹۴۳ ساخته شد.